# Maja Torp
Maja Torp (født 5. april 1973 i Odense) er en af dansk politiker som fra 1. februar til 1. november  2022 var medlem af Folketinget for Venstre i Nordjyllands Storkreds, som resultat af Karsten Lauritzens nedlæggelse af mandatet. Hun var partiets ligestillingsordfører.
Hun var i 2021 midlertidig stedfortræder i Folketinget for Marie Bjerre, i forbindelse med Bjerres barselsorlov.
Torp sidder i øvrigt som medlem af byrådet i Aalborg Kommune.